# 棘筋
棘筋（きょくきん、英語: spinalis muscle）は、脊柱起立筋のうち、最も内側に位置する筋肉である。
棘筋は、更に頭棘筋 (musculus spinalis capitis)、胸棘筋 (musculus spinalis thoracis)、頸棘筋 (musculus spinalis cervicis)の、3筋に分類される。